# لباس شب با دامن پف‌دار

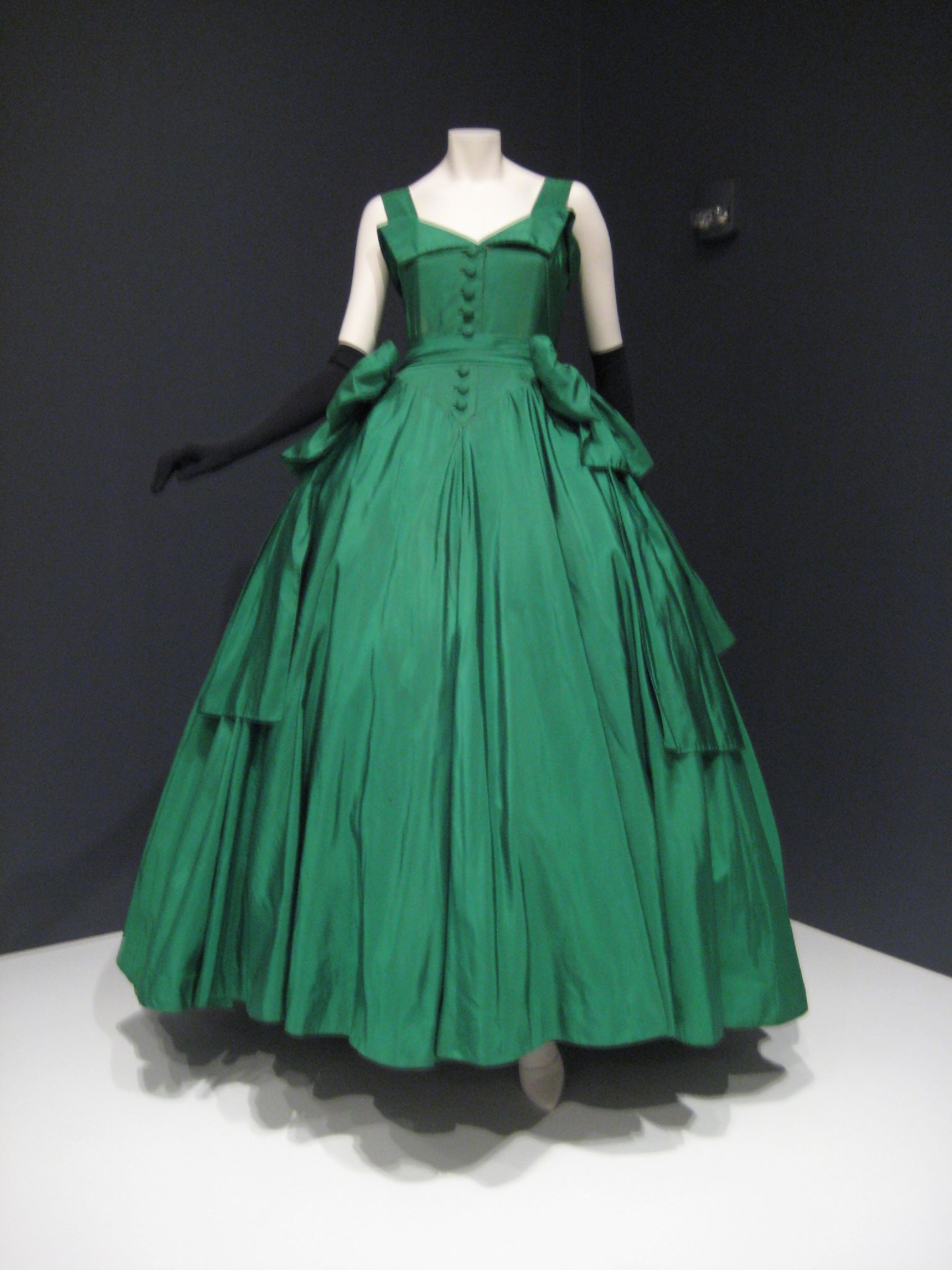
یک لباس شب با دامن پف‌دار از کریستیان دیور در سال ۱۹۵۴، در موزهٔ هنر ایندیاناپُلیس.

لباس شب با دامن پف‌دار (انگلیسی: Ball gown) نوعی لباس شب رسمی است که برای مجلس رقص یا مهمانی‌های رسمی پوشیده می‌شود. بیشتر این لباس‌ها حالت دکلته داشته و شانه‌ها و بازوها معلوم است و دامن آن هم حتماً پف‌دار است. این لباس اغلب به همراه شال‌های باریکِ گران‌قیمت (Stole) و شنل به‌همراه کُت و همچنین جواهرآلات قدیمی یا مُدِ روز و دست‌کش‌های بلند پوشیده می‌شد. اگر قرار به استفاده از نشان‌های دولتی و کشوری باشد، آنها را معمولاً بر روی سینه سنجاق می‌کنند. خانم‌های متأهل هنگامی که این لباس را می‌پوشند باید تاج یا تارک جواهرنشان بر سر کنند. با آنکه امروزه گاهی از الیاف مصنوعی عم در ساخت آیت لباس‌ها استفاده می‌شود، اما مرسوم‌ترین پارچه‌هایی که در دوخت این لباس‌ها به‌کار می‌روند عبارتند از: اطلس، ابریشم، پارچهٔ تافتهٔ براق و مخمل به همراهِ توری، مروارید، گل‌دوزی، روبان، گلِ لباس و چین‌های متعدد است.
لباس شب از جمله آیتم‌هایی است که در مراسم رسمی مانند عروسی پوشیده می‌شود. قد لباس‌های مجلسی به طور معمول از روی زانو شروع می‌شود و تا تمام قد یا ماکسی تنوع بالایی را شامل می‌شود. در حالت کلی لباس‌های شب، لباس‌هایی هستند که به صورت بلند طراحی و از یک نیم تنه و دامن متصل به آن تشکیل می‌شوند.
پارچه‌ای که در طراحی و دوخت لباس شب استفاده می‌شود، از نفیس‌ترین و گران‌ترین پارچه‌های موجود در بازار هستند. احتمالاً شما هم بارها از جلوی فروشگاه‌های لباس شب و مجلسی رد شده‌اید و درخشش پولک‌ها و ملیله‌های موجود روی لباس‌ها چشم شما را گرفته است. جالب است بدانید که طراحی لباس شب به جنبش رمانتیک در هنر و ادبیات فرهنگ اروپا و آمریکا بر می‌گردد. در حقیقت این طراحی نوعی احساسات و عشق را به طرف مقابل انتقال می‌دهد.

## نگارخانه

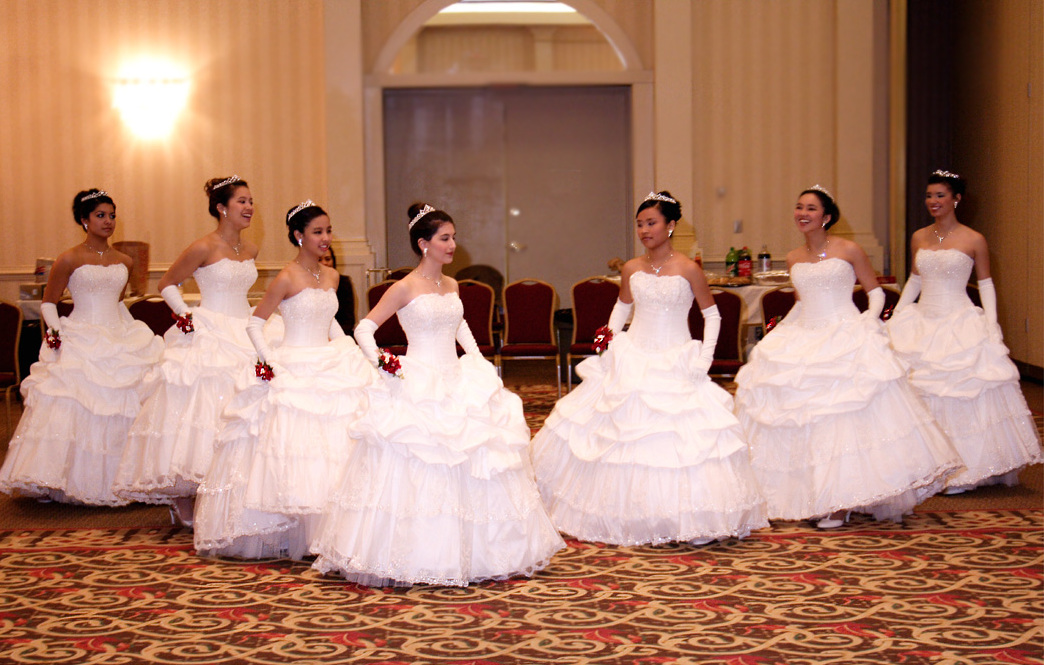
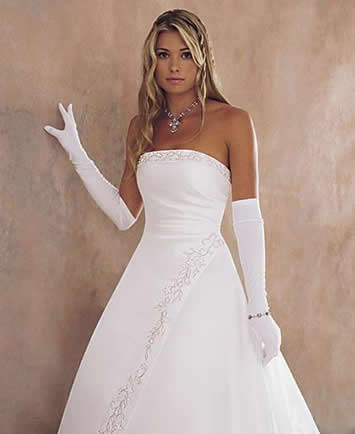
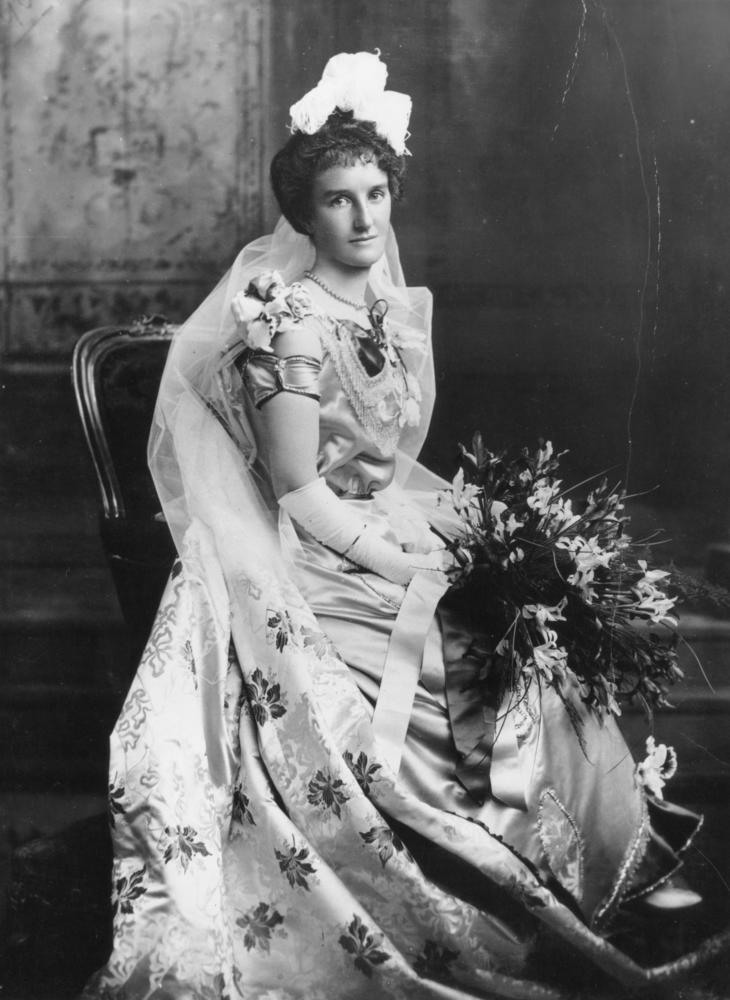

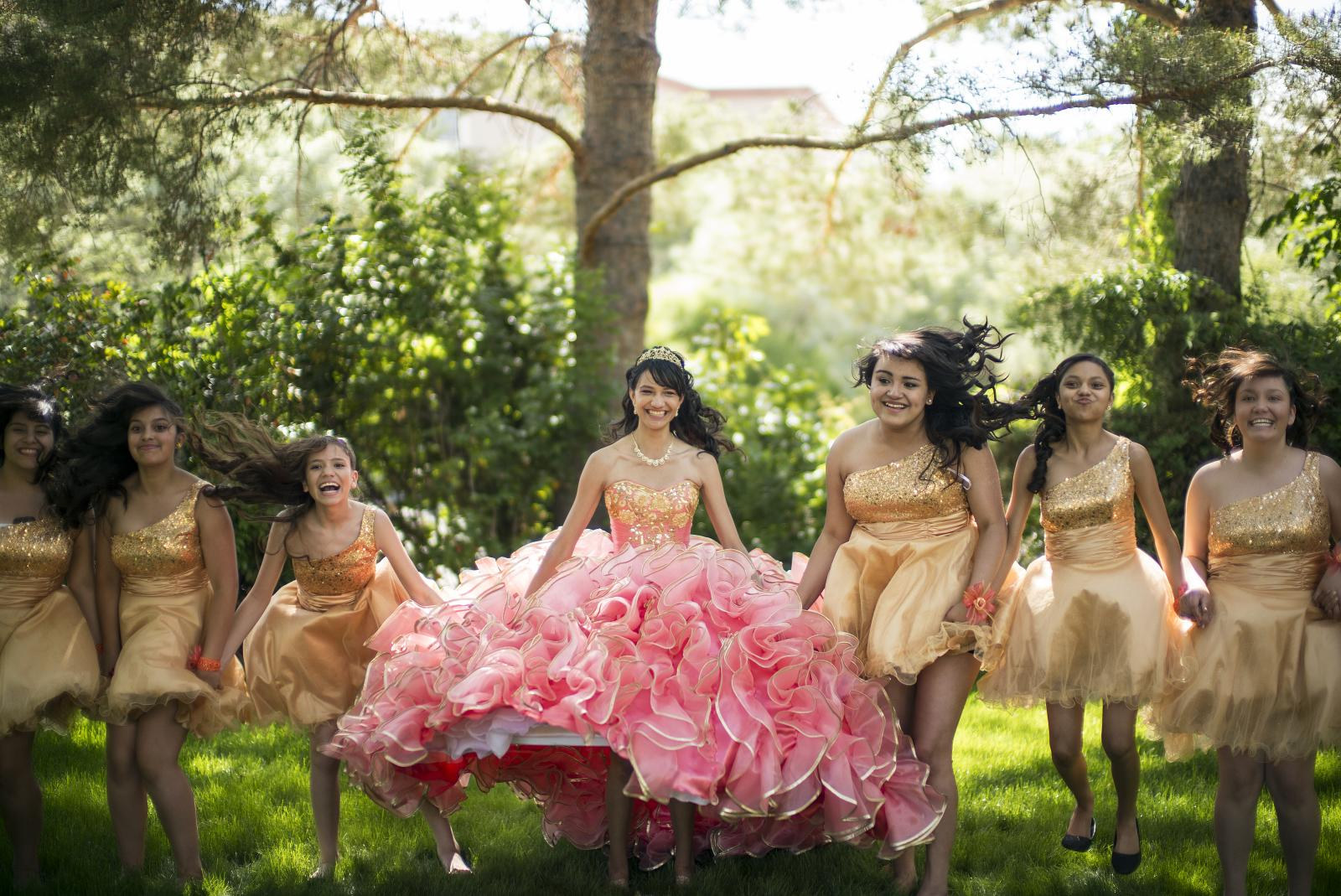
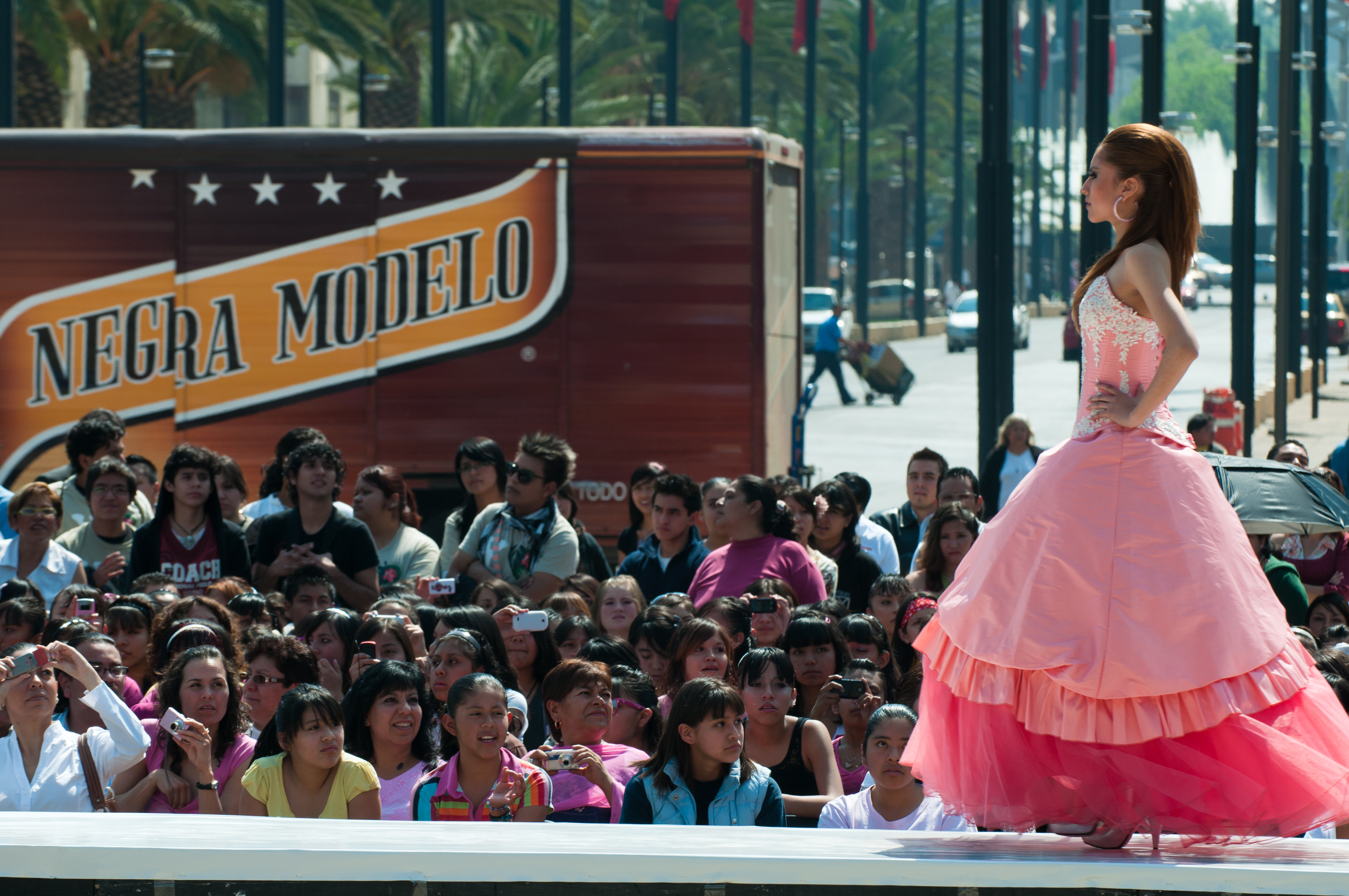
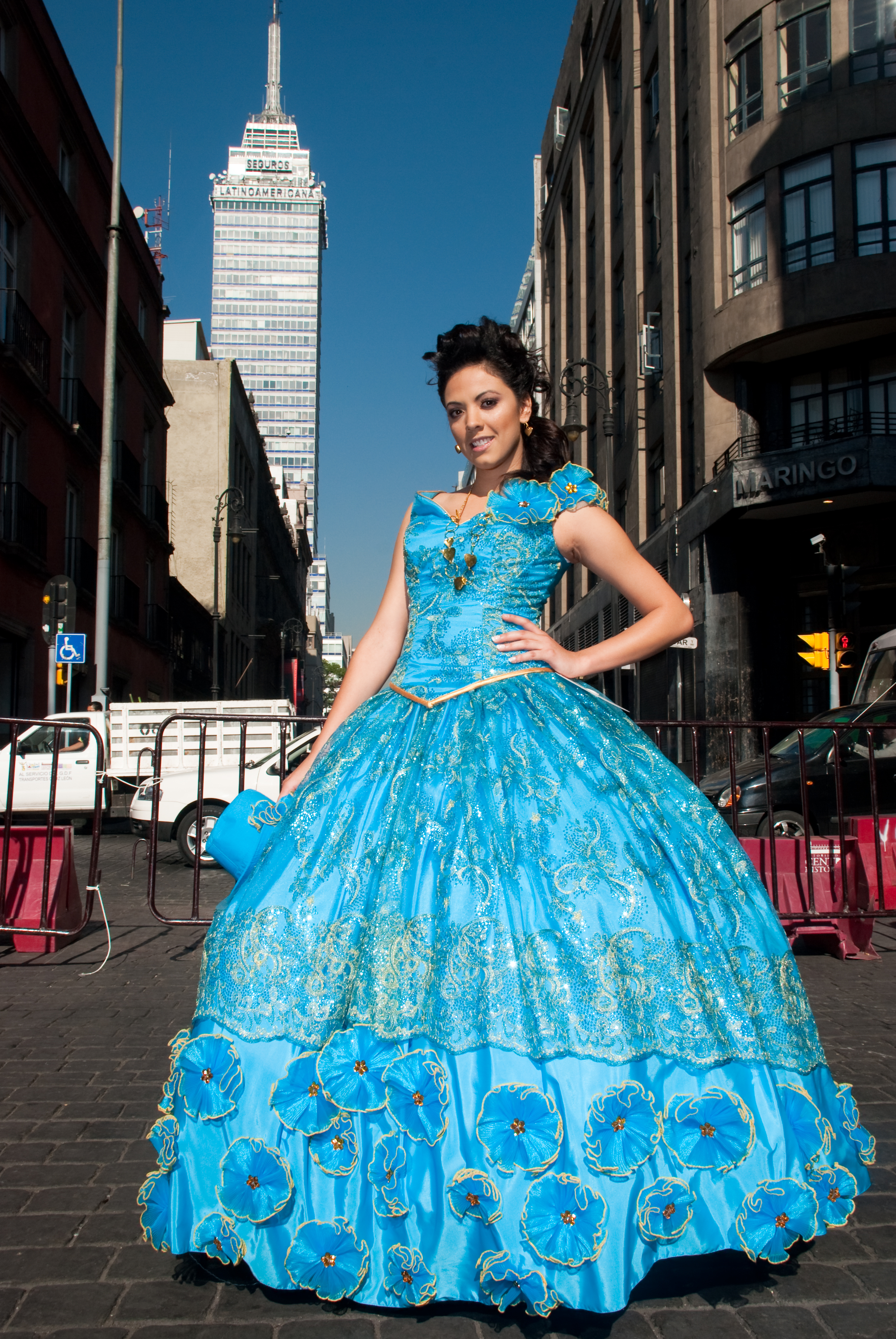
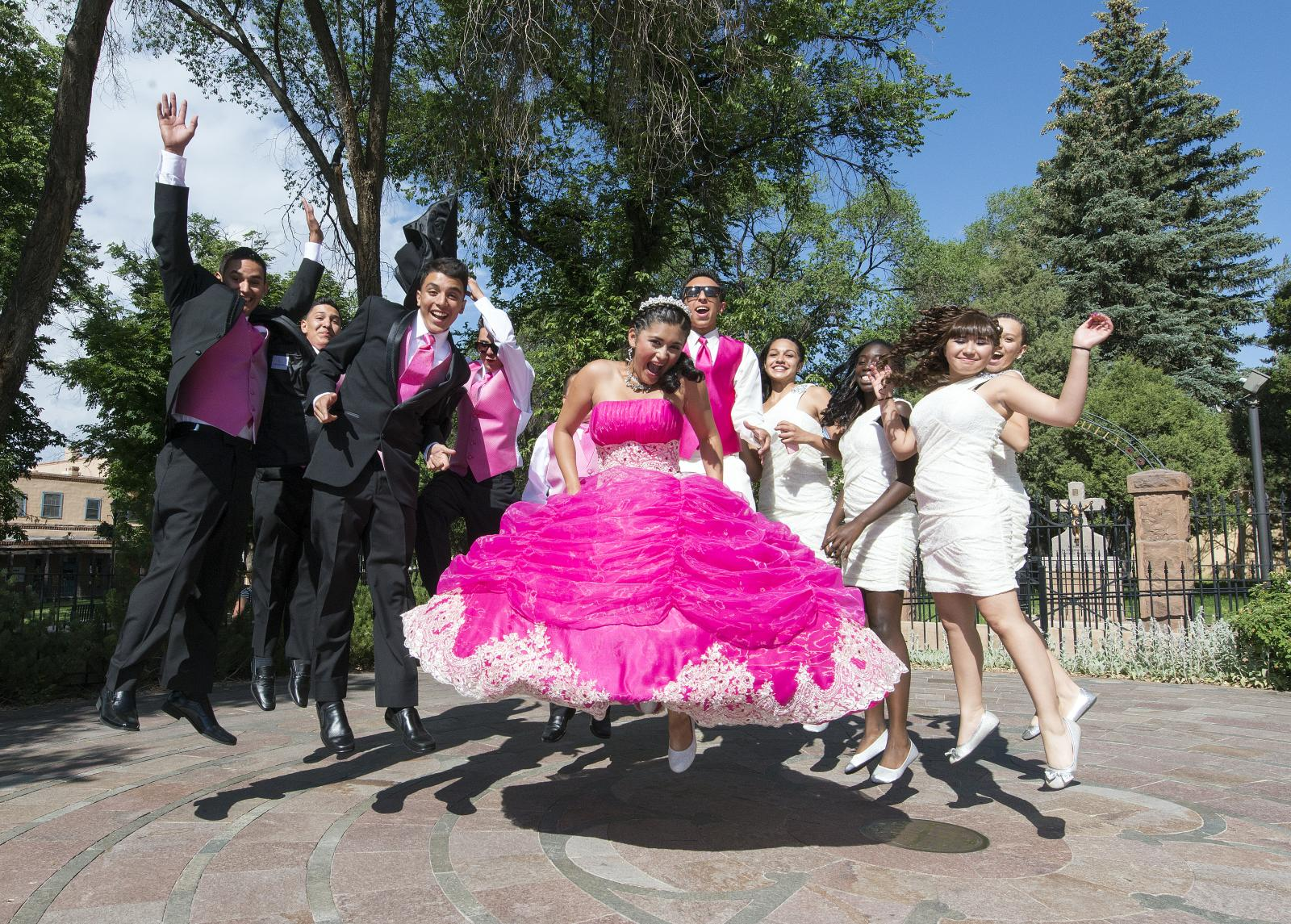
Quinceanera photo from Santa Fe, New Mexico

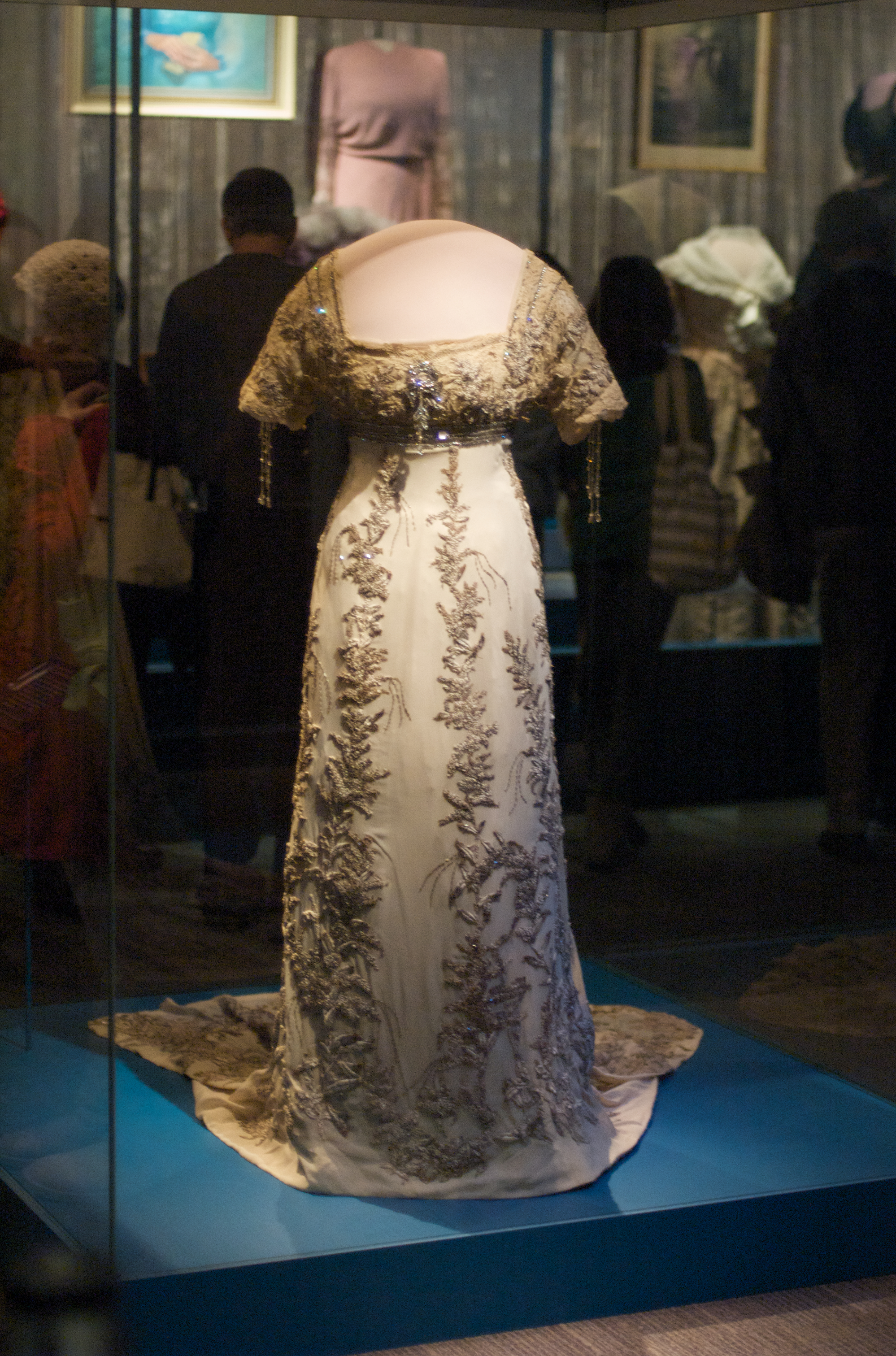
Helen Taft's Gown
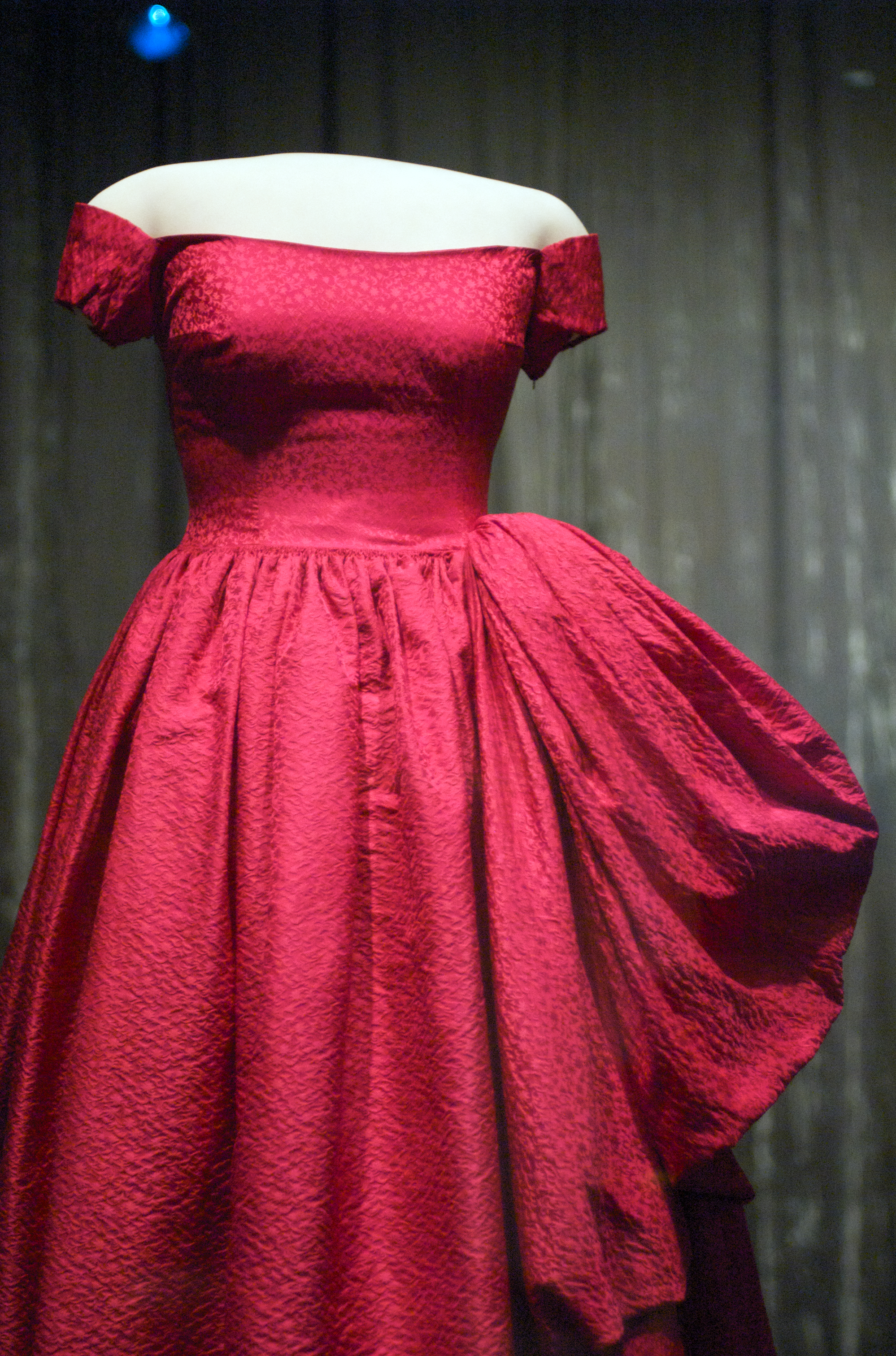
Mamie Eisenhower's Gown
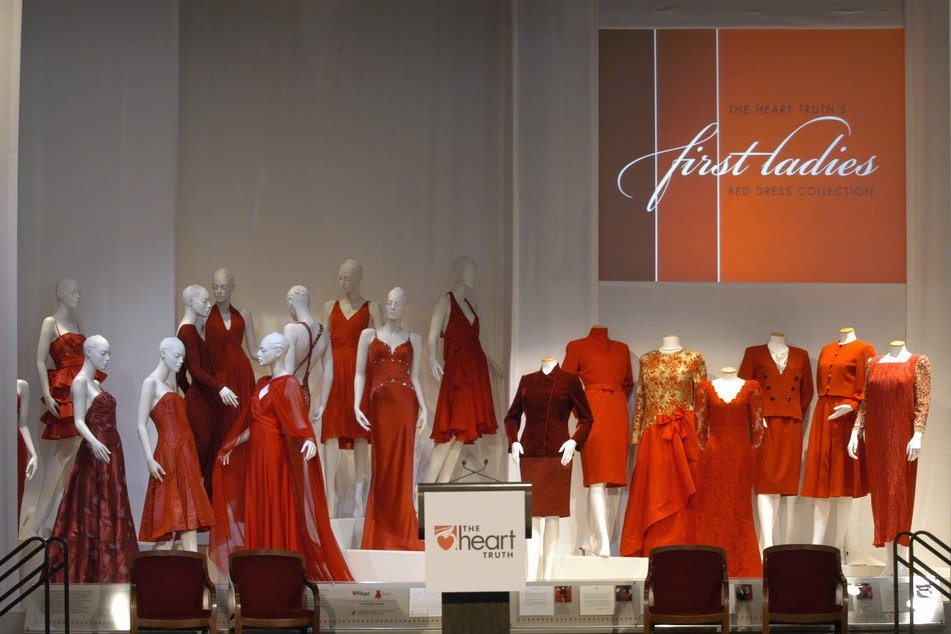